# Йонко Балкански
Йонко Балкански е габровски търговец и революционер.

## Биография
Роден през 1840 г. в с. Етъра, Габровско. Занимава се с търговия на габровски изделия и занаятчийски стоки в Плоещ, Румъния, които продава в собствения си дюкян там.
В началото на 1867 г. идва в България за стока. Бил заподозрян за комитаджия и е запрян. Благодарение на застъпничеството на влиятелния търговец Стефан Карагьозов от Търново успява да се освободи от затвора и да премине Дунава. След завръщането си изразходва цялото си състояние за подготовка на четите на Хаджи Димитър и Стефан Караджа. Става четник и загива в сражение с турците през 1868 г.